# Carl Otto Wilhelm af Burén
Carl Otto Wilhelm af Burén, född 8 november 1814 i Ekeby församling, Östergötlands län, död 7 maj 1893 i Stockholm, var en svensk jurist.

## Biografi
Carl Otto Wilhelm af Burén föddes 1814 i Ekeby församling. Han var son till bruksägaren Peter Carl af Burén och Hedvig Elisabet Waller. Af Burén blev student vid Uppsala universitet 1831 och avlade examen till rättegångsverken 1835. Han blev 18 juni 1835 extra ordinarie kanslist i justitierevisionsexpeditionen  och 30 september 1835 auskultant i Svea hovrätt. Af Burén blev vice häradshövding 1844 och kammarrättsråd 1858. Han avled 1893 i Stockholm.
Han var kammarrättspresident 1877–1883. Han var amatörviolinist och invaldes som ledamot nummer 407 i Kungliga Musikaliska Akademien den 24 februari 1865.

## Familj
Af Burén gifte sig 19 september 1848 i Åsbo kyrka, Åsbo församling med Lovisa Fredrika Charlotta Christina Sjögreen (1822–1905). Hon var dotter till ryttmästaren Gustaf Fredrik Sjögreen och Anna Ulrika Davidsson. De fick tillsammans dottern Hedvig Carolina Ulrika Louise (1849–1904) som var gift med föreståndaren Ludvig Lindroth vid Beskowska skolan, Stockholm.